# Association nationale des communes du Bénin
L’Association nationale des communes du Bénin (ANCB) est créée le 7 novembre 2003 à l'issue d'un congrès constitutif à Cotonou, dont le but principal est de constituer un cadre commun de défense des intérêts et de promotion du développement des communes du Bénin. Il est un interlocuteur dans les relations qui lient les communes aux acteurs de la décentralisation au Bénin, dans la promotion du développement local et la démocratie à la base.

## Mission l'Association
- contribuer au renforcement de la décentralisation ;
- accompagner les communes dans l’animation de la vie locale ;
- favoriser la participation de tous les acteurs locaux au développement des communes ;
- développer, capitaliser et fructifier les expériences de gestion communale pour renforcer les capacités des communes membres
- promouvoir l’administration communale ;
- servir d’interface entre communes et pouvoirs publics, communes et partenaires pour représenter et défendre les intérêts des communes ;
- promouvoir la solidarité,le partenariat et la coopération entre les communes du Bénin d’une part et entre celles-ci et les communes d’autres pays d’autre part.

## Composition de l'association
Le Bureau national de l’ANCB est composé comme suit :
- Président : Luc Atropo (Bohicon)
- 1er vice-président : Michael Bachabi Djara (Djougou)
- 2e vice-président : Emmanuel Zossou (Porto-Novo)
- Secrétaire général : Charlemagne Honfo (Sèmè-Podji)
- Secrétaire général adjoint : Casimir Sossou (Aplahoué)
- Trésorier général : Innocent Akobi (Bantè)
- Trésorier général adjoint : Cyriaque Domingo (Houéyogbé)
- Secrétaire chargé OMD/ODD : Léhady Soglo (Cotonou)
- Secrétaire chargé de la maîtrise d’ouvrage communale : Alidou Démolé Moko (Kandi)
- Secrétaire chargé du foncier, agriculture et aménagement du territoire : Gaston Yorou (N'dali)
- Secrétaire chargé de l’eau et de l’assainissement et de l’environnement : Jean-Pierre Babatoundé (Kétou)
- Secrétaire chargé de la formation et du renforcement des capacités : Sébastien Paatcha (Toucoutouna)
- Secrétaire chargé de la coopération décentralisée et de l’intercommunalité : Mathias Djigla (Allada)
- Secrétaire chargé des affaires sociales : Sévérin d’almeida (Cotonou)
- Secrétaire chargé de l’économie et des finances locales : Souradjou Adamou (Parakou)